# مراجعة سنوية للهندسة الطبية الحيوية
المراجعة السنوية للهندسة الطبية الحيوية هي مجلة أكاديمية تنشرها شركة المراجعات السنوية. تغطي هذه المجلة المنشورة منذ 1999 التطورات الهامة في المجال الواسع للهندسة الطبية الحيوية. تشمل الموضوعات الميكانيكا الحيوية، والمواد الحيوية، والجينوميات الحاسوبية والبروتيوميات، وهندسة الأنسجة، والمراقبة الحيوية، وهندسة الرعاية الصحية، والهندسة الكهربائية الحيوية لتوصيل الأدوية، والهندسة الكيميائية الحيوية، وموضوعات التصوير الطبي الحيوي. قام بتحريره مارتن ل. يارموش (جامعة روتجرز).
وفقًا لتقارير الاستشهاد بالمجلات الأكاديمية، فإن للمجلة عامل تأثير لعام 2012 يبلغ 10.946، مما يجعلها في المرتبة الأولى من بين 72 مجلة في فئة الهندسة الطبية الحيوية.